# ASCII R800

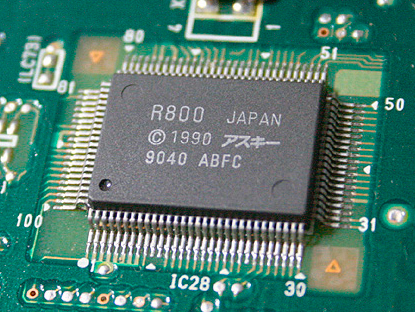

R800은 1990년 아스키 사(ASCII Corporation)에서 개발한 Z80 호환 16비트 CPU로 MSX Turbo-R에 사용되었다.

## 주요 특징
- 7.16MHz의 클럭으로 오리지널 Z80 3.57MHz에 비해 2배 향상
- Z80 명령어 호환
  - 16비트 ALU로 기존 Z80에 비해 연산 속도 향상
  - MULUB(8비트), MULUW (16비트)의 2개의 곱셈 명령어 추가
  - IX, IY 레지스터를 8비트(IXh, IXl, IYh, IYl)로 사용하는 등의 은폐 명령어를 정식 지원
  - 몇몇 명령어를 최고 1클럭에 실행할 수 있는 등의 고속화.

예를 들어, ADD HL, BC 같이 기존의 11클럭 걸리던 명령어를 1클럭에 실행할 수 있었다.
- 24비트 주소 버스로 16MB의 메모리 지원(MMU), 데이터 버스는 이전과 동일한 8비트
  - M1사이클을 폐지하는 등 메모리 접근 사이클을 고속화
  - 주소의 상위 바이트가 바뀌지 않을 때 접근 속도를 빠르게 하는 페이지 주소 모드를 도입

1. Z80, 사이클 1: 상위 8비트 주소 설정
2. Z80, 사이클 2: 하위 8비트 주소 설정
3. Z80, 사이클 3: 대기상태
4. Z80, 사이클 4: 리프레시, 파트 1
5. Z80, 사이클 5: 리프레시, 파트 2

위와 같이 MSX는 명령어와 데이터를 256×256바이트 블록의 메모리에 배치하여 수행하는데 R800 마지막으로 수행한 상위 8비트의 상태를 저장하였다가 다음 명령이 같은 256바이트 영역을 이용하는 경우 상위 8비트 어드레스를 생략하는 수법으로 사이클을 절약할 수 있다.
- DRAM 인터페이스, 클락 제너레이터를 내장
- 기존 Z80 인터럽트 모드에 추가로 7개의 인터럽트 모드를 추가했다.
  - Z80 인터럽트 : NMI#, INT#
  - 추가된 인터럽트 : NINT1#~7
- DMA 콘트롤러 내장
  - DMA0과 DMA1의 2개 채널
  - 메모리 대 메모리, 입출력 대 메모리, 메모리 대 입출력, 입출력 대 입출력의 전송 가능
  - 전송 주소는 24비트 리니어 지정 가능
  - DMA 주소 자동 증가 기능 내장
- QFP(Quad Flat Package)패키지 100핀(0.65 mm피치).

## 기타 사항
MSX turbo-R에서는 기존 MSX와 호환성 문제로 DMA, MMU를 사용하지 않았고 어드레스 확장도 뱅크 교환의 메모리 맵핑으로 구현했다. 또한 MSX2+까지와의 상위 호환성을 위해 추가로 Z80을 탑재하였다.